# 크리터스 2
크리터스 2(Critters 2)는 미국에서 제작된 믹 가리스 감독의 1988년 코미디, 공포, SF, 스릴러 영화이다. 스콧 그림즈 등이 주연으로 출연하였고 베리 오퍼 등이 제작에 참여하였다.

## 출연

### 주연
- 스콧 그림즈
- 리안 커티스
- 돈 케이스 오퍼
- 베리 코빈
- 톰 호지스
- 테렌스 만

### 조연
- 샘 앤더슨
- 린지 파커
- 헤타 웨어
- 린 샤예

## 제작진
- 미술: 필립 딘 포먼
- 배역: 로빈 리핀